# 玉屋 (岡山県)
株式会社玉屋（タマヤ、英文社名：Tamaya Co.,Ltd.）は、かつて岡山県玉野市に本社を置くスーパーマーケットチェーンであった。シーエムシー加盟企業。
上原正隆が玉野市宇野で開店した果物小売店が始まりであり、1980年時点で同市内で7店舗のスーパーマーケットを経営していた。2018年に焼肉店事業も開始する。
また、協同組合シーエムシー（旧 中国経営合理化チェーン）の設立時からの参加企業として知られているほか、1979年の玉屋宇野店（玉野市宇野1-28-20）の改装が大規模小売店舗法の適用対象となったことが同法運用の珍事例として記録が残されている。
2020年4月に株式会社 GreenSmile に買収され、同社の関連会社となる。本店の「タマヤ宇野店」は、後に「菜珠食品 岡山宇野店」としてリニューアルオープンした。
2025年5月8日株式会社 GreenSmileが事業を停止し、破産手続きを行なった。その為倒産となった。
https://www.tsr-net.co.jp/news/tsr/detail/1201379_1521.html

## 沿革
- 1958年11月 - 創業。
- 2006年1月 - 上原健嗣が社長に就任[4]。
- 2020年4月 - 株式会社 GreenSmile に買収される[5]。
- 2025年5月8日株式会社 GreenSmileが事業を停止し、破産手続きを行なった。

## 店舗
- 玉野市
  - 宇野店（本店） → 菜珠食品 岡山宇野店 - 玉野市宇野1-28-20

### かつて存在した店舗
- 玉野市
  - 玉店
  - 荘内店
  - 田井店
  - 玉原ニュータウン店
  - 東児店
- 岡山市
  - 新福店
- 倉敷市
  - 東児島店